# Трьохізбенка
Трьохі́збенка — село в Україні, у Щастинській міській громаді Щастинського району Луганської області. Населення становить 1055.

## Географія
Селище розташоване в середній течії річки Сіверський Донець на її лівому березі. Витягнуто вздовж річки із заходу на південний схід.
Північно-східна і північна частини селища лежать на схилі долини Сіверського Дінця. Решта території селища — заплава і надзаплавна тераса, яка в межах населеного пункту виражена погано через господарську освоєність. По північній околиці селища проходить піщана борова тераса Сіверського Дінця, яка тягнеться від пониззя річки Красної в Сіверськодонецьку до пониззя річки Глибокої.
Відстань до районного центру — 30 км. Через селище проходить автошлях Т 13-15 Райгородка — Михайлівка.

## Мікрорайони селища міського типу та їх вулиці
- Калаус2,40км²

вулиця Донецька, вулиця Гончарова, вулиця Молодіжна, пров. Сосновий, пров. Лісний.
- Городок 0,17км²

вулиця Лікарняна

## Вулиці Трьохізбенки (без мікрорайонів)
- вулиця Булавіна
- вулиця Ватулянська
- вулиця Довга-Балка
- вулиця Лісна
- вулиця Мамаєва
- вулиця Миру
- вулиця Низовська
- вулиця Сотникова
- вулиця Смолянська
- вулиця Тюленіна
- вулиця Разіна
- вулиця Центральна
- провулок Ватулянський
- провулок Городній
- провулок Донецький
- провулок Кам'яний
- провулок Підгорній
- провулок Садовий
- провулок Центральний
- провулок Червоний
- провулок Шкільний

## Історія
Населений пункт засновано донськими козаками у першій половині XVII століття. Тут народився ватажок козацько-селянського повстання Кіндрат Булавін. Жителі Трьохізбенки взяли участь у цьому повстанні, за що їх поселення було знищене царськими військами у 1708 році. Повторне заселення території відбулося в 1730-х роках селянами з Курської та Воронізької губерній.
Наприкінці 1960-х років у селі діяли центральна садиба радгоспу «Донецький», середня школа, середня школа сільської молоді, бібліотека, клуб, 9 магазинів, їдальня і кравецька майстерня.

### Війна на сході України
11 липня 2014 року вранці українські збройні сили в ході російсько-української війни ввійшли до села та звільнили його від засилля терористів, котрі на початку травня в Трьохізбенці поблизу мосту через Сіверський Донець облаштували блокпост.
3 вересня терористи втретє підірвали міст і повністю його зруйнували.
7 жовтня 2014 року село було виключене зі складу Слов'яносербського району і приєднане до Новоайдарського району Луганської області.
13 жовтня 2014-го військові 24-ї бригади біля села Трьохізбенки наразилися на встановлені диверсійно-розвідувальними групами терористів розтяжки з гранатами; двоє військових загинули — Сергій Побережник та Валерій Чухрай, ще один поранений.
1 листопада 2014 року поблизу Трьохізбенки українські військові сили знищили 5 «градів» і 3 артилерійські установки бойовиків, а 6 листопада після чергового обстрілу села з боку Красного Лиману місцевий мешканець виявив на городі касетну бомбу, що не вибухнула та вирішив самотужки винести її. Бомба вибухнула, на місці загинула дружина господаря, сам він із важкими травмами був ушпиталений.
14 листопада внаслідок мінометного обстрілу Трьохізбенки загинула дівчинка та важко поранена її мати. Згодом дані були уточнені — загинуло троє людей. 17 листопада після обстрілу терористами снаряд розірвався на приватному подвір'ї, 43-річній жінці відірвало ногу.
23 листопада за посередництва Спеціальної моніторингової місії ОБСЄ в Україні було домовлено про припинення вогню з боку бойовиків так званої «ЛНР» для відновлення постачання газу, електрики та води до Трьохізбенки.
2 грудня через обстріл Трьохізбенки терористами «Всевеликого Війська Донського» загинули двоє людей — подружжя пенсіонерів — 66-річний чоловік та 63-річна жінка. Уночі з 17 на 18 січня 2015 року терористи здійснили потужний обстріл з артилерії Трьохізбенки, зруйнована школа, загинув один вояк батальйону «Айдар» Сергій Никоненко. 26 січня під артилерійським обстрілом терористів загинув сержант 92-ї бригади Анатолій Білоус.
29 березня 2015-го увечері група терористів підійшла з боку контрольованої так званою «ЛНР» території до зруйнованого мосту через Сіверський Донець — на околиці Трьохізбенки — і обстріляла опорний пункт силовиків. Відкрито вогонь у відповідь, терористи відійшли, двоє українських військових в часі бою були поранені. 30 березня близько 22 години терористи рушили до зруйнованого мосту через Сіверський Донець на околиці Трьохізбенки й обстріляли позиції українських військовиків. У бою використовувалися міномети, гранатомети і автоматична зброя. Через півгодини протистояння бойовики відступили, один з українських військових поранений. 18 квітня 2015-го під час бою з терористами в Трьохізбенці поранені троє українських військовиків та двоє мирних мешканців. 29 квітня відбувся бій між українськими військовиками й терористами, троє вояків поранені — диверсійно-розвідувальна група наблизилася до зруйнованого мосту через Сіверський Донець. По річищі Дінця проходить лінія розмежування вогню, після перестрілки диверсанти залишили контрольовану українськими силами територію.
14 червня 2015-го приблизно о 9 годині ранку повторний обстріл бойовиками. Мінометний вогонь вівся з боку окупованих Сокольників та Пришиба. Декілька мін потрапили до 5-поверхового будинку та протитуберкульозного диспансеру. Адміністративна будівля тубдиспансера загорілася.
7 серпня 2015-го під час виконання бойового завдання поблизу Трьохізбенки група військових у бойовому зіткненні потрапила до полону. При проведенні їх зі зв'язаними руками через мінне поле Олег Чепеленко звалив терориста, підірвав себе та його на «розтяжці» разом з иншими російськими бойовиками. Унаслідок вибуху загинули Олег Чепеленко та прапорщик Микола Стоцький і два терористи.
3 листопада 2015-го терористи обстріляли з гранатометів українські позиції, поранені троє військовиків з 92-ї механізованої бригади, серед них і комбриг Віктор Ніколюк-«Вітер».
20 травня 2020 року, приблизно о 21.30, під час патрулювання в районі селища Трьохізбенка на невідомому вибуховому пристрої підірвався та помер у лікарні під час надання медичної допомоги командир батальйону поліції «Луганськ-1» полковник поліції Губанов Сергій Леонідович. Ще троє бійців отримали тяжкі поранення.

## Населення
За даними перепису 2001 року населення села становило 2920 осіб, з них 1,44 % зазначили рідною українську мову, 98,49 % — російську, а 0,07 % — іншу.

## Пам'ятки

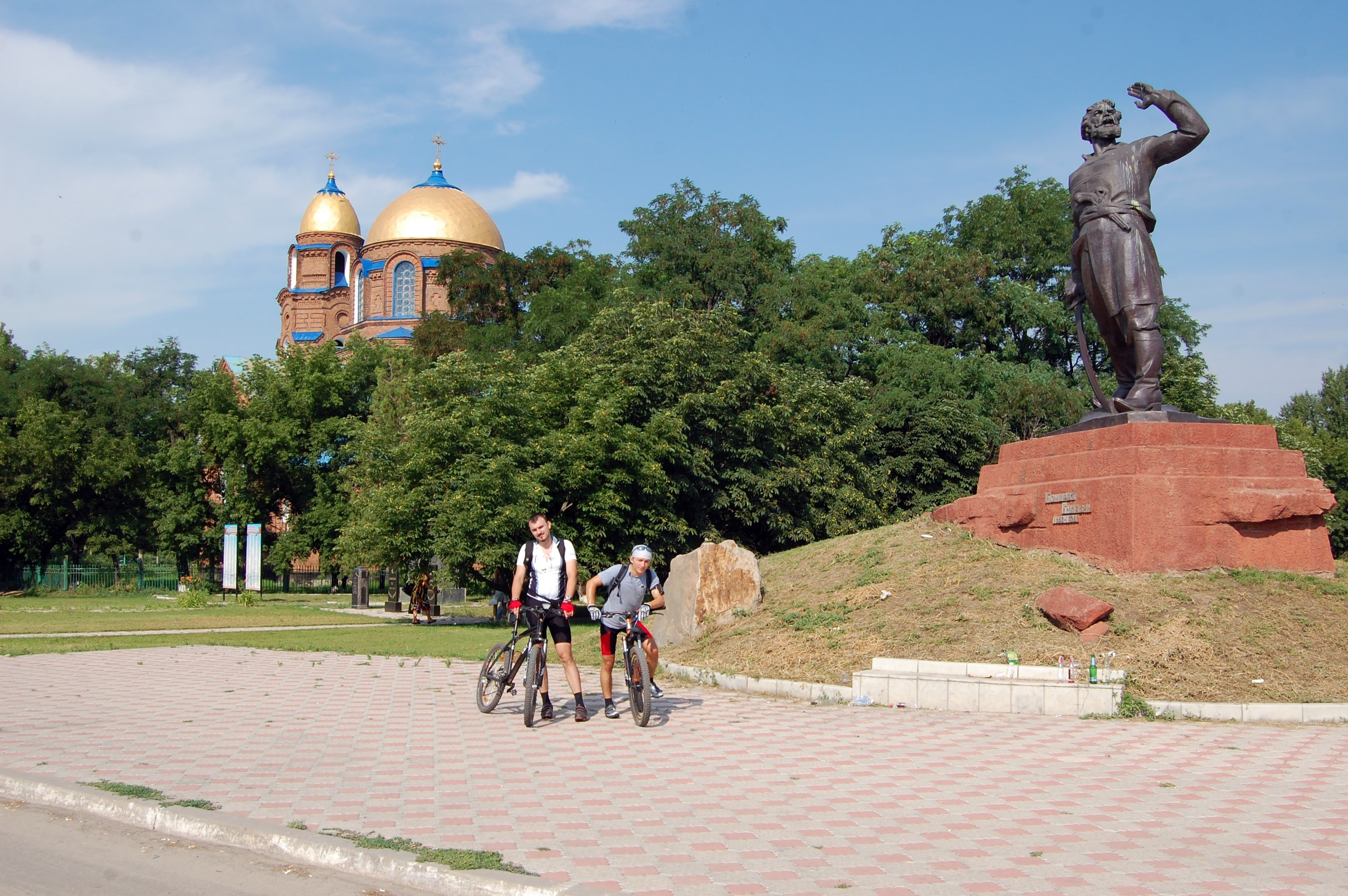
пам'ятник К.Булавіну

У селищі розміщений пам'ятник козакові Трьохізбянської станиці Кіндрату Булавіну роботи М. Можаєва.

## Соціальна сфера
- Трьохізбенська загальноосвітння школа I—III–ступенів Щастинської районної ради в Луганській області
- Поліцейська станція Національної поліції України села Трьохізбенка та сіл Кряківка, Оріхове-Донецьке, Лопащине і Лобачеве
- Трьохізбенська амбулаторія загальної практики сімейної медицини Щастинського районного ЦПМСД.

## Світлини

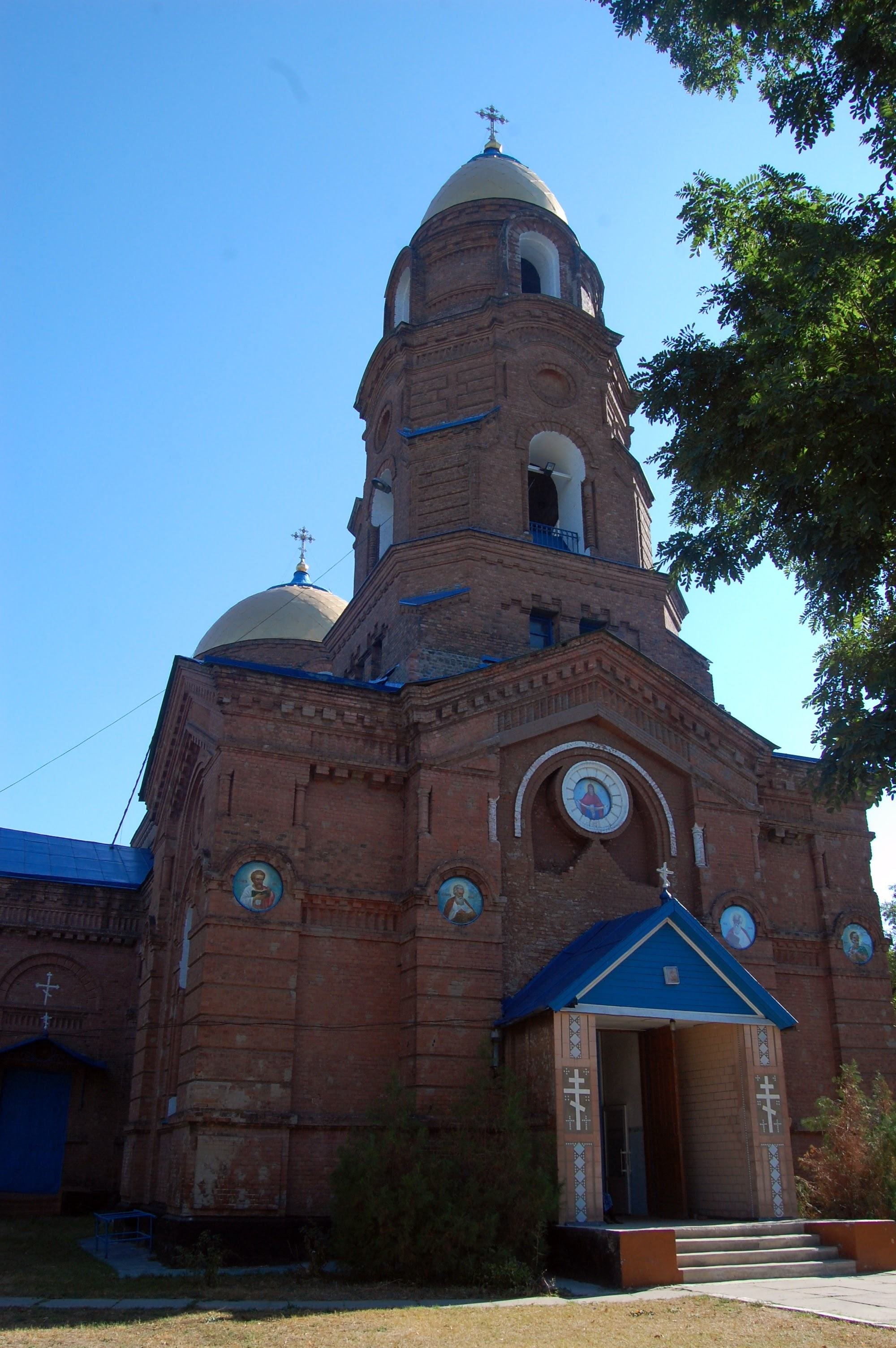
Церква Покрова І Святої Богородиці у Трьохізбенці
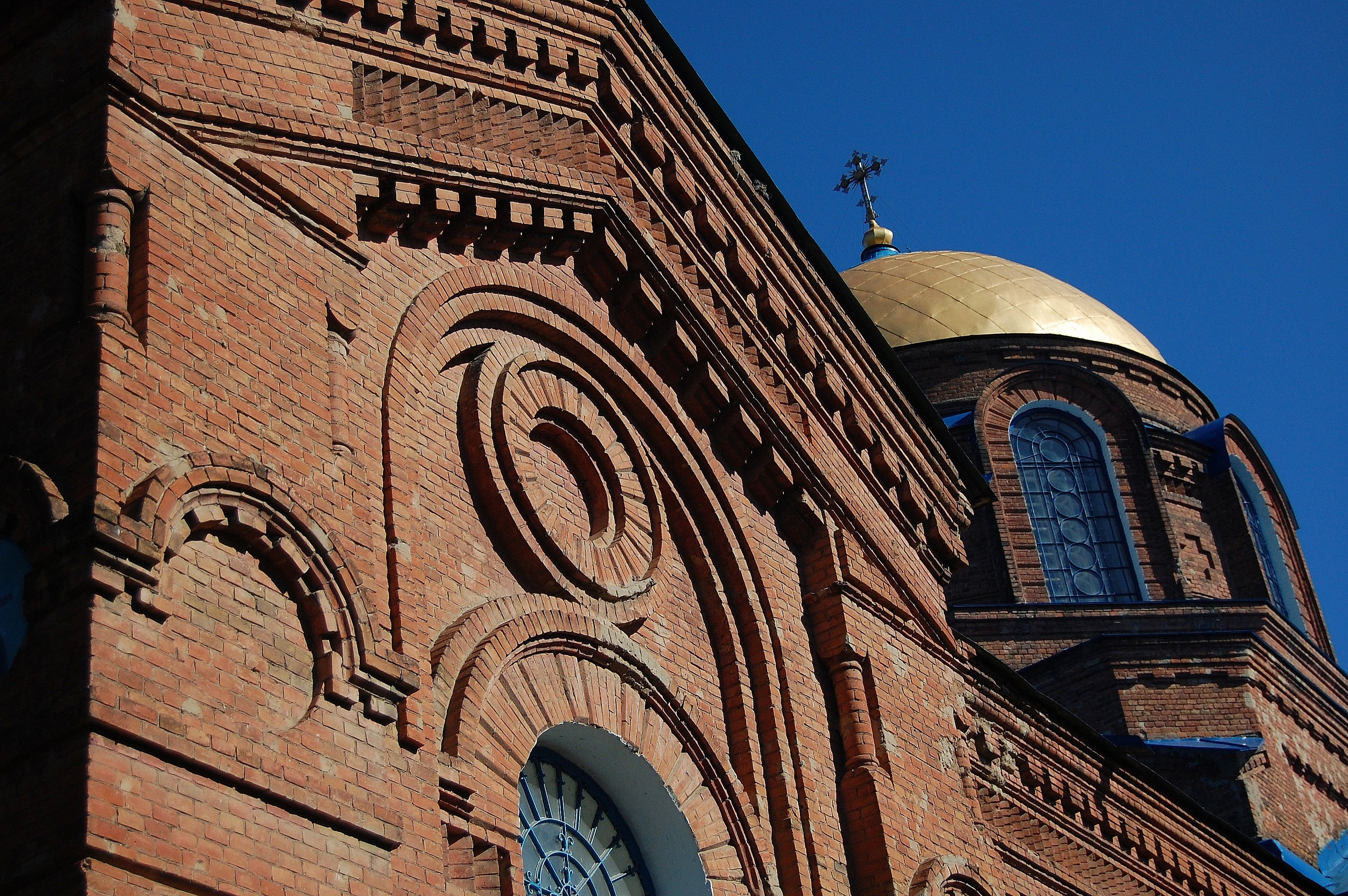
Церква Покрова І Святої Богородиці у Трьохізбенці
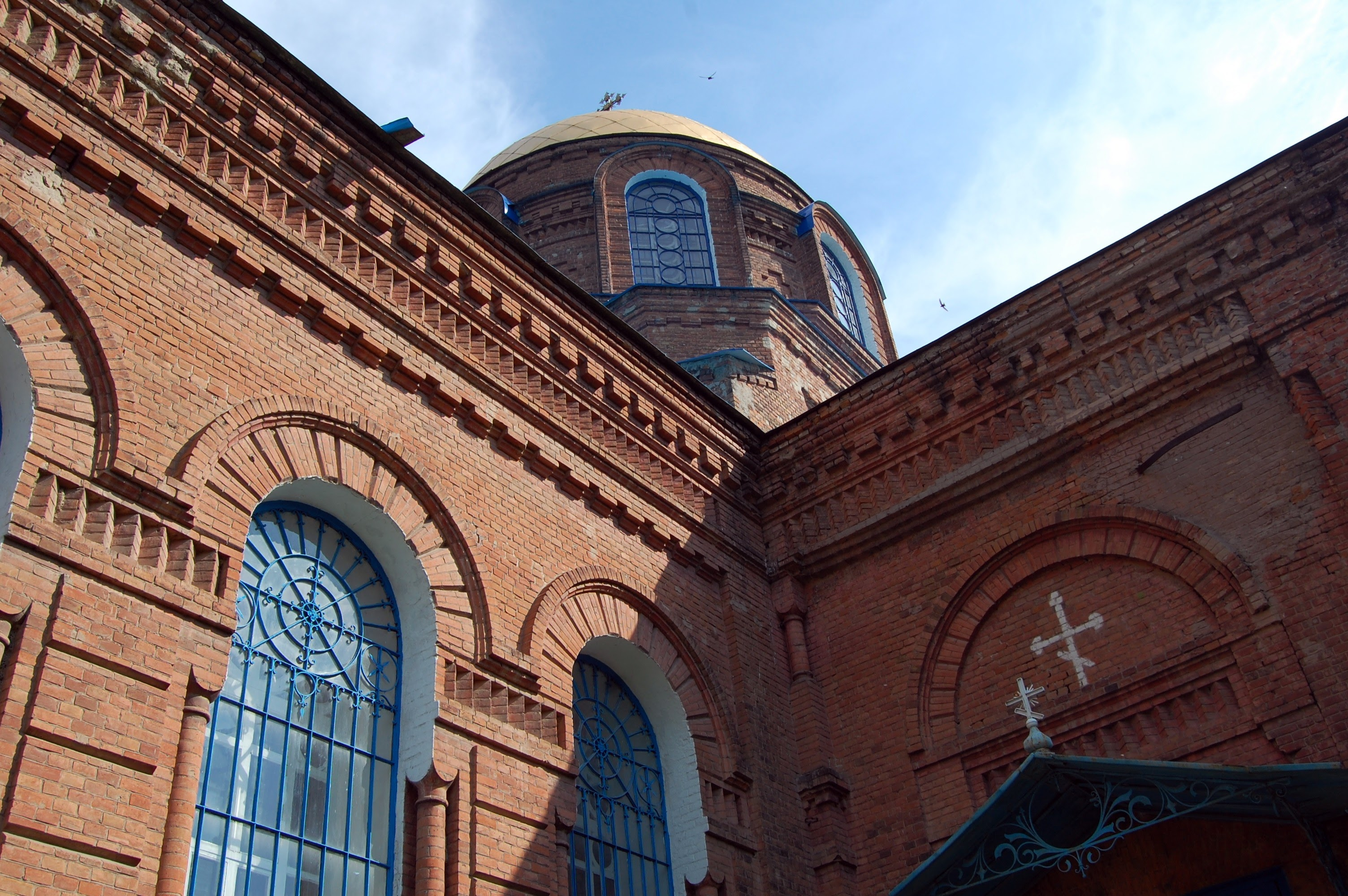
Церква Покрова І Святої Богородиці у Трьохізбенці
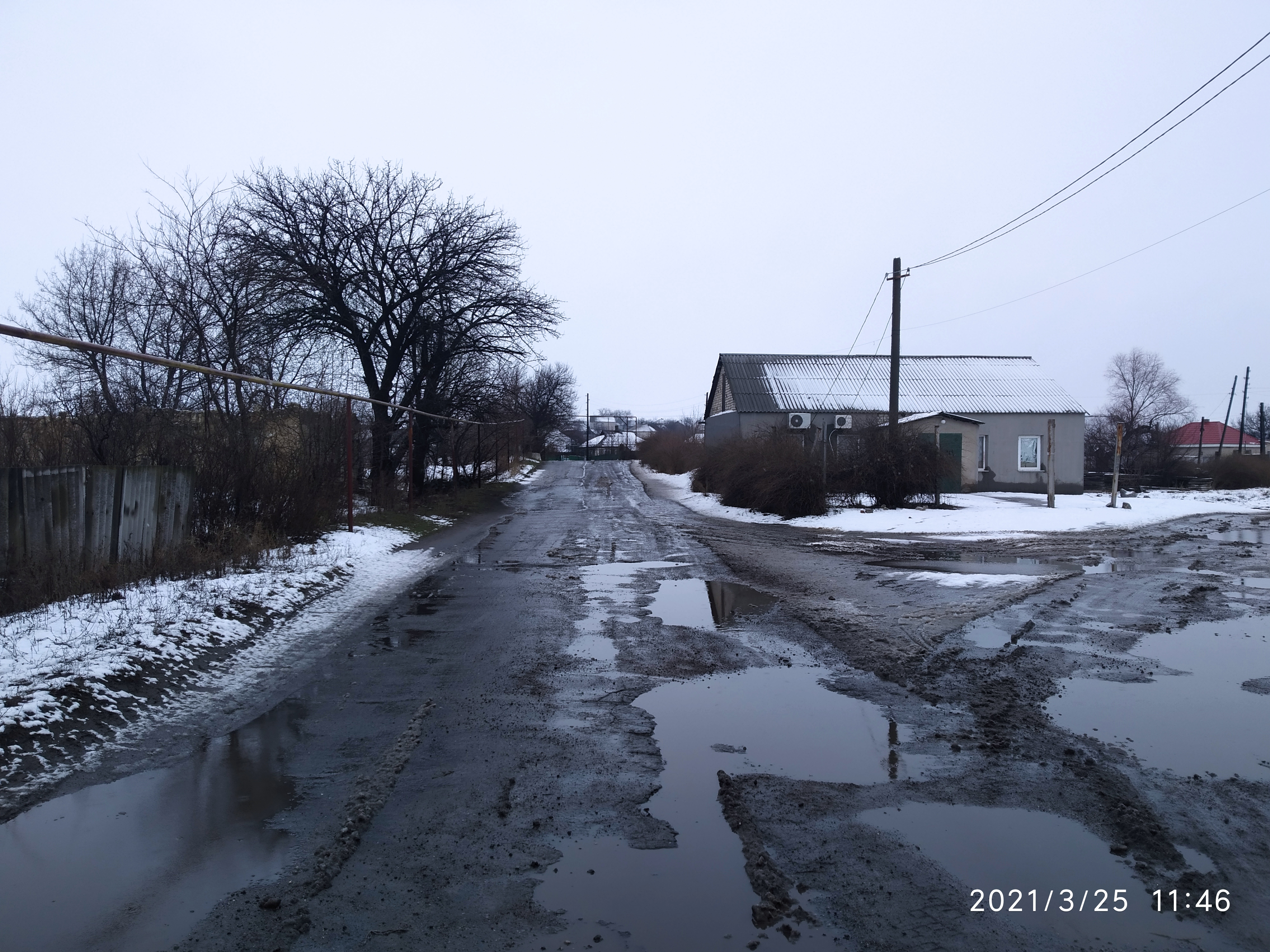
Магазин ПП.Яковлева Н.М.
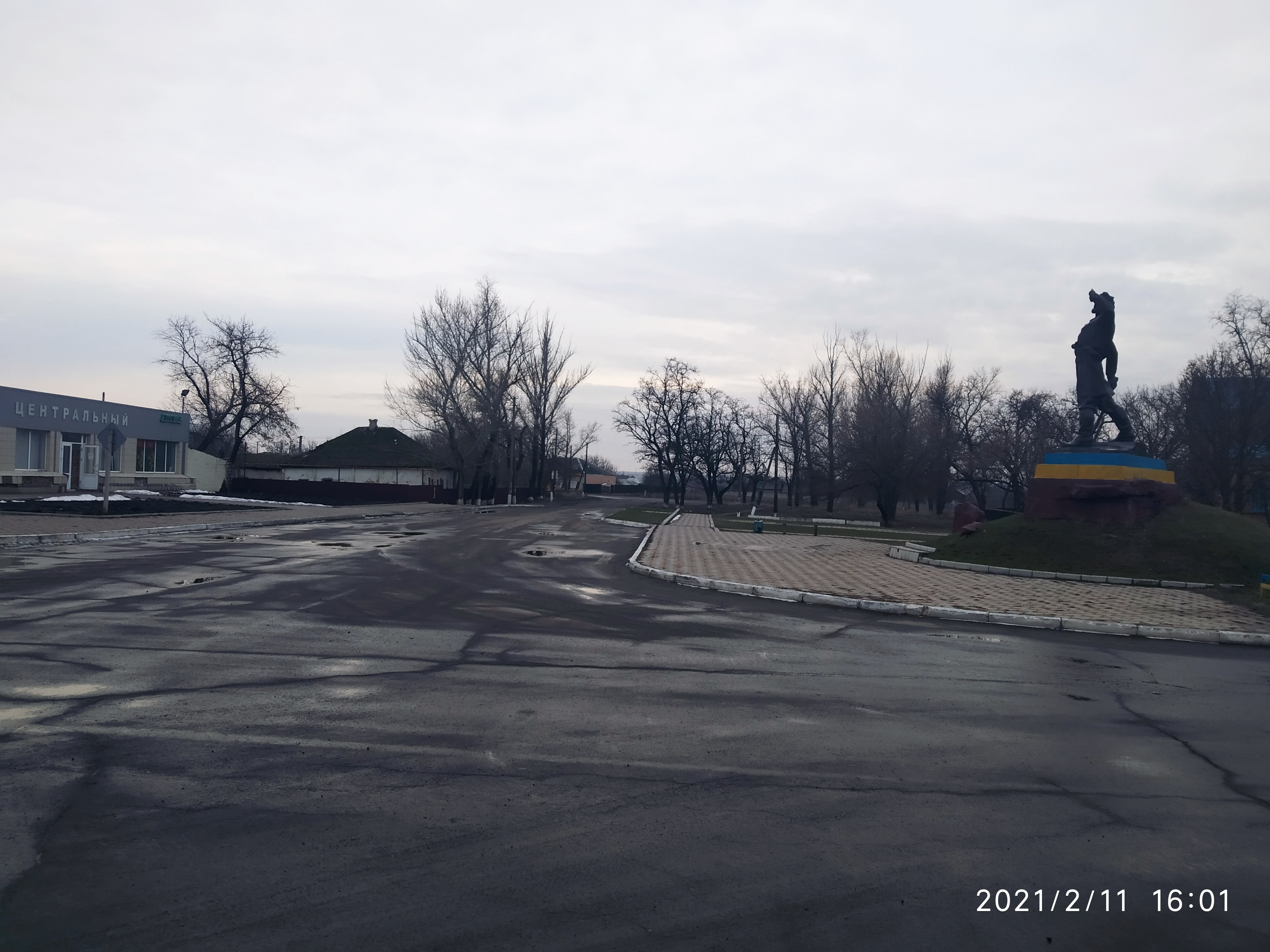
Трьохізбенка Центр.